# 老道站
老道站是位于黑龙江省龙江县老道村的一个铁路车站，邮政编码161101。车站建于1947年，有滨洲铁路经过该站，现不办理客货运业务，车站及其上下行区间均未电气化。车站距离哈尔滨站333公里，隶属哈尔滨铁路局，是五等站。